# El Centenario, Baja California Sur
El Centenario är en ort i Mexiko.   Den ligger i kommunen La Paz och delstaten Baja California Sur, i den västra delen av landet, 1 300 km väster om huvudstaden Mexico City. El Centenario ligger 8 meter över havet och antalet invånare är 4 696.
Terrängen runt El Centenario är platt. Havet är nära El Centenario åt nordost. Runt El Centenario är det glesbefolkat, med 20 invånare per kvadratkilometer. Närmaste större samhälle är La Paz, 12,4 km öster om El Centenario. Omgivningarna runt El Centenario är i huvudsak ett öppet busklandskap.